# Большерастягаевский
Большерастяга́евский — участок (населённый пункт) в Зиминском районе Иркутской области России. Входит в состав Ухтуйского муниципального образования.

## География
Село находится на расстоянии примерно 34 км к западу от города Зима, административного центра района.

## Происхождение названия
Участок был основан в 1907 году Растягаевым Владимиром Филипповичем. От фамилии Растягаев и произошло название участка. Имя и отчество дали названия участкам Владимировский и Филипповск.

## Население
| 2002 | 2010 | 2011 | 2012 |
| ---- | ---- | ---- | ---- |
| 46   | ↘29  | →29  | ↘25  |

Гендерный состав
По данным Всероссийской переписи, в 2010 году в населённом пункте проживало 29 человек (14 мужчин и 15 женщин).